# Jennifer Finch (bajista)
Jennifer Finch (Jennifer Precious Finch; 5 de agosto de 1966) es una bajista, cantante, actriz y fotógrafa estadounidense, reconocida por su trabajo en la banda de rock L7.

## Música
Finch empezó su carrera musical a mediados de los ochenta tocando el bajo en una banda de San Francisco llamada Sugar Baby Doll. En la misma banda se encontraban Courtney Love y Kat Bjelland, quienes serían pieza clave en el movimiento grunge de los años noventa. También tocó en la agrupación The Pandoras, formada por la bajista Gwynne Kahn.
Se unió al grupo angelino de grunge L7 en 1986 como bajista y vocalista, grabando cuatro discos con la agrupación.

## Fotografía
A los 13 años Finch empezó a tomar fotografías de sus amigos con una cámara que le había obsequiado su padre. Esas fotos eventualmente documentaron la escena punk en la que Jennifer se desenvolvía antes de hacer parte de L7. Su colección fotográfica (1979–1995) fue presentada en la galería de arte Ryley Taylor en Hollywood, hasta el 18 de noviembre de 2006. La colección, titulada 14 and Shooting contiene fotografías de The Red Hot Chili Peppers, Bad Religion, Red Kross, The Cramps entre otras.

## Televisión y cine
Finch actuó en las películas The Census Taker y Serial Mom y apareció en el documental Punk's Not Dead.

## Discografía

### L7
- L7 - 1988
- Smell the Magic - 1991
- Bricks Are Heavy - 1992
- Hungry for Stink - 1994

### OtherStarPeople
- Diamonds in The Belly of The Dog - 1999

### The Shocker
- Up Your Ass Tray - 2006